# Hans-Henning Freiherr von Beust
Pour les articles homonymes, voir Beust.
Hans-Henning baron von Beust (17 avril 1913 - 27 mars 1991) est un Oberst allemand de la Luftwaffe pendant la Seconde Guerre mondiale.

## Biographie
Il a participé à la guerre civile d'Espagne au sein de la Légion Condor.
Il a été l'un des Oberst les plus décorés de la Luftwaffe pendant la Seconde Guerre mondiale, et l'un des 882 bénéficiaires de la croix de chevalier de la croix de fer avec feuilles de chêne, décernée pour reconnaître le courage extrême ou la réussite d'un commandement de champ de bataille.
Hans-Henning baron von Beust a été capturé par les troupes américaines en mai 1945 et a été libéré le 30 juin 1947.
Il a ensuite rejoint la Bundeswehr en 1957 et pris sa retraite en 1971.

## Promotions
- Offiziersanwärter: 1er avril 1931
- Leutnant: 1er mars 1934
- Oberleutnant: ?
- Hauptmann: 1er décembre 1938
- Major: 1er mars 1943
- Oberstleutnant: 1er juin 1943
- Oberst: ?

## Distinctions
- Insigne de pilote
- Croix d'Espagne en or avec épées (6 juin 1939)
- Insigne de combat de la Luftwaffe section bombardier en or avec fanion
- Croix de fer (1939) 
  - 2e classe (16 septembre 1939)
  - 1re classe (23 juin 1940)
- Ehrenpokal der Luftwaffe (24 octobre 1940)
- Croix allemande en or (10 mai 1943)
- Croix de chevalier de la croix de fer avec feuilles de chêne
  - Croix de chevalier le 17 septembre 1941 en tant que Hauptmann et Gruppenkommandeur du III. / Kampfgeschwader 27 "Boelcke"[1]
  - 336e feuilles de chêne le 25 novembre 1943 en tant que Oberstleutnant et Geschwaderkommodore du Kampfgeschwader 27 "Boelcke"[2]